# Kyyneljärvi och Vuopajajärvi
Kyyneljärvi och Vuopajajärvi är en sjö i Finland. Den ligger i kommunen Enare i landskapet Lappland, i den norra delen av landet, 1 000 km norr om huvudstaden Helsingfors. Kyyneljärvi och Vuopajajärvi ligger 120 meter över havet. Arean är 6,14 kvadratkilometer och strandlinjen är 64,1 kilometer lång. Sjön  ingår i Pasvik älvs huvudavrinningsområde. 